# Tokugawa Narinobu
Tokugawa Narinobu (徳川 綱條, , 12 de abril de 1797 - 31 de outubro de 1829) foi um Daimyō do Período Edo da História do Japão, que governou o Domínio de Mito (na Província de Hitachi) de 1816 a 1829 .

| Precedido por Tokugawa Harutoshi | - 8º Líder do Ramo Mito 1816 -1829 | Sucedido por Tokugawa Nariaki |
| Precedido por Tokugawa Harutoshi | 8º Daimyō de Mito 1816 -1829       | Sucedido por Tokugawa Nariaki |